# Terfenol-D
Terfenol-D ist eine Legierung aus Terbium, Eisen und Dysprosium mit der Formel TbxDy1-xFe2 (x ~ 0.3). Die Legierung wurde um 1970 im Naval Ordnance Laboratory, einer Forschungseinrichtung der United States Navy, entwickelt. Die Bezeichnung Terfenol-D ist ein Akronym und steht für TERbium, FErrum, Naval Ordnance Laboratory und Dysprosium.
Terfenol-D ist ein hoch magnetostriktives Material und erfährt in einem Magnetfeld eine elastische Streckung parallel zum Feld. Die Legierung hat bei Zimmertemperatur die höchste Magnetostriktion aller bekannter Materialien. Sie beträgt maximal 2 mm pro Meter (0,2 %).
Es wurde ursprünglich zur Herstellung von Sonargeräten entwickelt. Es wird in Sensoren, Aktoren und Transducern verwendet.